# Птах-гончар чорнодзьобий
Птах-гончар чорнодзьобий (Thripadectes melanorhynchus) — вид горобцеподібних птахів родини горнерових (Furnariidae). Мешкає в Андах.

## Підвиди
Виділяють два підвиди:
- T. m. striaticeps (Sclater, PL & Salvin, 1875) — Східний хребет Колумбійських Анд;
- T. m. melanorhynchus (Tschudi, 1844) — Східний хребет Анд в Еквадорі (на південь від Сукумбіоса) і в Перу (на південь до Пуно).

## Поширення і екологія
Чорнодзьобі птахи-гончарі мешкають в Колумбії, Еквадорі і Перу. Вони живуть в підліску вологих гірських тропічних лісів Анд. Зустрічаються на висоті від 900 до 1750 м над рівнем моря.